# André Téchiné
André Téchiné (* 13. března 1943 Valence-d'Agen) je francouzský filmový režisér a scenárista. Jeho tvorba navazuje na francouzskou novou vlnu.

## Život
Pochází z rodiny španělských přistěhovalců. Začínal jako spolupracovník časopisu Cahiers du cinéma, byl asistentem režie na filmu Les Idoles, který natočil Marc'O, v roce 1969 měl premiéru jeho první celovečerní film Paulina s'en va. Zaměřuje se převážně na psychologická dramata. V roce 2019 natočil film Sbohem noci, zkoumající důvody příklonu mladých Francouzů k džihádismu.
Za film Schůzka získal v roce 1985 na Filmovém festivalu v Cannes cenu za nejlepší režii. Film Divoké rákosí získal v roce 1995 Césara v kategoriích nejlepší film, nejlepší scénář a nejlepší režie, navíc představitelka hlavní role Élodie Bouchezová byla vyhlášena nejslibnější herečkou. V roce 2003 Téchinému Francouzská akademie udělila Cenu Reného Claira za celoživotní dílo. V soutěži canneského festivalu měl šest filmů, což je nejvíc ze všech francouzských režisérů. V roce 2011 byl členem poroty Benátského filmového festivalu.

## Filmografie
- 1969: Paulina s'en va
- 1975: Vzpomínky na Francii
- 1976: Barocco
- 1979: Sestry Brontëovy
- 1981: Hasnoucí den
- 1985: Schůzka
- 1986: Místo zločinu
- 1987: Les Innocents
- 1991: Nelíbám
- 1993: Mé oblíbené období
- 1994: Divoké rákosí
- 1996: Děti noci
- 1998: Alice a Martin
- 2001: Loin
- 2003: Zbloudilí
- 2004: Časy se mění
- 2007: Svědci
- 2009: La Fille du RER
- 2011: Impardonnables
- 2014: Neodolatelný muž
- 2016: V sedmnácti
- 2017: Nos années folles
- 2019: Sbohem noci
- 2023: Les Âmes sœurs
- 2024: Moji noví přátelé